# Dielektromos abszorpció
Dielektromos abszorpció az a jelenség, amikor egy feltöltött kondenzátort kisütnek, és a kisütés után is marad töltés a kondenzátorban. Egy ideális kondenzátor elektródáin kisülés után a feszültség zéró, de egy valódi kondenzátorban felépül egy kis maradék feszültség, mely a késleltetett dipólus kisülésből ered.
Több dielektrikum, mint például sokféle polimer film az eredeti feszültség 1-2%-át regenerálja, de elektrolikus kondenzátoroknál ez akár 15% is lehet. A dielektromos abszorpció esetenként gondot okozhat az elektronikus áramkörben, de veszélyt is jelenthet az óvatlan személy számára. Ezért igen nagy kapacitások esetén, szállításkor a pólusokat rövidre zárják, melyeket beszerelés után el kell távolítani.

## Elmélet

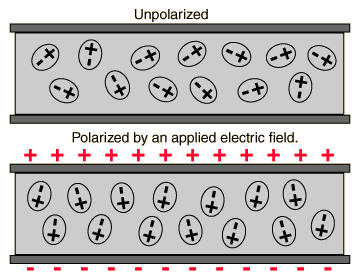
Dielektrikum töltés előtt és utána

Egy kapacitás töltésekor az elektródák közötti dielektrikumban egy elektromos mező épül fel. Ez a mező arra készteti a molekuláris dipólusokat, hogy álljanak be a mező irányába. Ez a változás az irányított polarizáció, mely hőtermeléssel is jár. A dipólusok beállása nem szinkron az elektromos mezővel, egy bizonyos idővel késleltetett folyamat, mely az anyagtól függ. Ez a késleltetés megfelel a polarizáció hiszterézisének.
Amikor kisütik a kondenzátort, az elektromos mező ereje csökken, és a molekuláris dipólusok visszatérnek a rendezetlen állapotukba. A hiszterézis miatt, az elektromos mező nulla pontján, a molekuláris dipólusok anyagtól függő száma még mindig polarizált, a kondenzátor elektródjain mérhető feszültség nélkül. Ez amolyan elektromos remanencia. Idővel kisülnek az irányba beállt dipólusok exponenciális függvény szerint. A teljes kisülés napokig, hetekig is eltarthat, a dielektrikumanyagától függően.

## Biztonsági megfontolások
A dielektromos abszorpció gondot is okozhat elektronikus áramkörökben. Az elektródokon megjelenő maradék feszültség károkat okozhat érzékeny áramkörökben, mint például a sample and hold (mintavételező és tartó) áramkörnél, integrátoroknál stb. Az ilyen érzékeny áramköröknél arra alkalmas dielektrikummal működő kondenzátorokat szabad alkalmazni (például polipropilén kapacitásokat).
A legtöbb áramkörnél azonban nem okoz problémát a kismértékű dielektromos abszorpció.
Alumínium elektrolit kondenzátoroknál, ahol nem szilárd anyagú az elektrolit, óvatlan személyre is veszélyes lehet a dielektromos abszorpció. A maradék feszültség 50-400 V is lehet, és szikrákat is generálhat. Ez óvatlan személy számára veszélyt is jelenthet. Ezért nagyobb kondenzátorokat rövidre zárt elektródákkal szállítanak.